# Росеново (Бургасская область)
Росеново (болг. Росеново) — село в Болгарии. Находится в Бургасской области, входит в общину Средец. Население составляет 25 человек (2022).

## Политическая ситуация
Росеново подчиняется непосредственно общине и не имеет своего кмета.
Кмет (мэр) общины Средец — Тодор Пройков Станчев (Болгарская социалистическая партия (БСП)) по результатам выборов в правление общины.

## Знаменитые уроженцы
- Продан Гарджев (1936—2003) — борец, чемпион мира и Олимпийских игр